# Eremoleon pulcher
Eremoleon pulcher is een insect uit de familie van de mierenleeuwen (Myrmeleontidae), die tot de orde netvleugeligen (Neuroptera) behoort. 
Eremoleon pulcher is voor het eerst wetenschappelijk beschreven door Esben-Petersen in 1933.